# Grande Prêmio de Mônaco de 2005
O Grande Prêmio de Mônaco de 2005 foi uma corrida de Fórmula 1, que aconteceu no dia 22 de maio de 2005 em Montecarlo. Esta foi a sexta etapa da temporada de 2005, tendo como vencedor o finlandês Kimi Räikkönen.

## Resumo
- Os dois pilotos da BAR Honda não disputaram a corrida, devido a desqualificação do Grande Prêmio de San Marino. A equipe já havia sido banida do GP anterior, o da Espanha.
- Este foi o último GP em que foi utilizado o sistema de qualificação com tempo agregado.
- O GP de Mônaco de 2005 também fora épico por marcar o estopim da saída de Rubens Barrichello da Ferrari, após ser ultrapassado por Schumacher, então seu companheiro, depois do segundo pit stop, o que não era permitido dentro da equipe italiana. Tal atitude acabou por ser decisiva na decisão de Barrichello de um mês depois assinar com a então BAR, posteriormente Honda depois Brawn GP e atualmente Mercedes, para a temporada seguinte, a de 2006.
- Primeiro pódio de Mark Webber além de ser o único dele na Williams.

## Pilotos de sexta-feira
| Construtor        | Nº | Piloto          |
| ----------------- | -- | --------------- |
| McLaren-Mercedes  | 35 | Alexander Wurz  |
| Sauber-Petronas   |    | n/d             |
| Red Bull-Cosworth | 37 | Christian Klien |
| Toyota            | 38 | Ricardo Zonta   |
| Jordan-Toyota     | 39 | Robert Doornbos |
| Minardi-Cosworth  |    | n/d             |

## Classificação

### Treinos oficiais
| Pos.   | Nº | Piloto               | Equipe            | Q1        | Q2        | Q1+Q2     | Grid |
| ------ | -- | -------------------- | ----------------- | --------- | --------- | --------- | ---- |
| 1      | 9  | Kimi Räikkönen       | McLaren-Mercedes  | 1:13.644  | 1:16.681  | 2:30.325  | 1    |
| 2      | 5  | Fernando Alonso      | Renault           | 1:14.125  | 1:16.281  | 2:30.406  | 2    |
| 3      | 7  | Mark Webber          | Williams-BMW      | 1:14.584  | 1:17.072  | 2:31.656  | 3    |
| 4      | 6  | Giancarlo Fisichella | Renault           | 1:14.783  | 1:17.317  | 2:32.100  | 4    |
| 5      | 16 | Jarno Trulli         | Toyota            | 1:15.189  | 1:17.401  | 2:32.590  | 5    |
| 6      | 8  | Nick Heidfeld        | Williams-BMW      | 1:15.128  | 1:17.755  | 2:32.883  | 6    |
| 7      | 14 | David Coulthard      | Red Bull-Cosworth | 1:15.329  | 1:18.538  | 2:33.867  | 7    |
| 8      | 1  | Michael Schumacher   | Ferrari           | 1:16.186  | 1:18.550  | 2:34.736  | 8    |
| 9      | 11 | Jacques Villeneuve   | Sauber-Petronas   | 1:15.921  | 1:19.015  | 2:34.936  | 9    |
| 10     | 2  | Rubens Barrichello   | Ferrari           | 1:16.142  | 1:18.841  | 2:34.983  | 10   |
| 11     | 12 | Felipe Massa         | Sauber-Petronas   | 1:16.218  | 1:18.902  | 2:35.120  | 11   |
| 12     | 15 | Vitantonio Liuzzi    | Red Bull-Cosworth | 1:16.817  | 1:20.335  | 2:37.152  | 12   |
| 13     | 20 | Patrick Friesacher   | Minardi-Cosworth  | 1:18.574  | 1:22.236  | 2:40.810  | 13   |
| 14     | 21 | Christijan Albers    | Minardi-Cosworth  | 1:19.229  | 1:22.977  | 2:42.206  | 14   |
| 15     | 18 | Tiago Monteiro       | Jordan-Toyota     | 1:19.408  | 1:23.670  | 2:43.078  | 15   |
| 16     | 19 | Narain Karthikeyan   | Jordan-Toyota     | 1:19.474  | 1:23.948  | 2:43.422  | 17*  |
| 17     | 10 | Juan Pablo Montoya   | McLaren-Mercedes  | 1:14.858  | sem tempo | sem tempo | 16#  |
| 18     | 17 | Ralf Schumacher      | Toyota            | sem tempo | sem tempo | sem tempo | 18   |
| Fonte: |    |                      |                   |           |           |           |      |

* = Narain Karthikeyan foi punido por trocar o motor.
# = Montoya foi punido por acidente causado por ele nos treinos livres envolvendo Ralf Schumacher, David Coulthard e Jacques Villeneuve.

### Corrida
| Pos.   | Nº | Piloto               | Construtor        | Voltas | Tempo/Diferença | Grid | Pontos |
| ------ | -- | -------------------- | ----------------- | ------ | --------------- | ---- | ------ |
| 1      | 9  | Kimi Räikkönen       | McLaren-Mercedes  | 78     | 1:45:15.556     | 1    | 10     |
| 2      | 8  | Nick Heidfeld        | Williams-BMW      | 78     | + 13.877        | 6    | 8      |
| 3      | 7  | Mark Webber          | Williams-BMW      | 78     | + 18.484        | 3    | 6      |
| 4      | 5  | Fernando Alonso      | Renault           | 78     | + 36.487        | 2    | 5      |
| 5      | 10 | Juan Pablo Montoya   | McLaren-Mercedes  | 78     | + 36.647        | 16   | 4      |
| 6      | 17 | Ralf Schumacher      | Toyota            | 78     | + 37.117        | 18   | 3      |
| 7      | 1  | Michael Schumacher   | Ferrari           | 78     | + 37.223        | 8    | 2      |
| 8      | 2  | Rubens Barrichello   | Ferrari           | 78     | + 37.570        | 10   | 1      |
| 9      | 12 | Felipe Massa         | Sauber-Petronas   | 77     | + 1 volta       | 11   |        |
| 10     | 16 | Jarno Trulli         | Toyota            | 77     | + 1 volta       | 5    |        |
| 11     | 11 | Jacques Villeneuve   | Sauber-Petronas   | 77     | + 1 volta       | 9    |        |
| 12     | 6  | Giancarlo Fisichella | Renault           | 77     | + 1 volta       | 4    |        |
| 13     | 18 | Tiago Monteiro       | Jordan-Toyota     | 75     | + 3 voltas      | 15   |        |
| 14     | 21 | Christijan Albers    | Minardi-Cosworth  | 73     | + 5 voltas      | 14   |        |
| Ret    | 15 | Vitantonio Liuzzi    | Red Bull-Cosworth | 59     | Acidente        | 12   |        |
| Ret    | 20 | Patrick Friesacher   | Minardi-Cosworth  | 29     | Acidente        | 13   |        |
| Ret    | 14 | David Coulthard      | Red Bull-Cosworth | 23     | Acidente        | 7    |        |
| Ret    | 19 | Narain Karthikeyan   | Jordan-Toyota     | 18     | Pane hidráulica | 17   |        |
| Fonte: |    |                      |                   |        |                 |      |        |

## Tabela do campeonato após a corrida
| Pos.   | Piloto          | Pontos |
| ------ | --------------- | ------ |
| 1      | Fernando Alonso | 49     |
| 2      | Kimi Räikkönen  | 27     |
| 3      | Jarno Trulli    | 26     |
| 4      | Mark Webber     | 18     |
| 5      | Nick Heidfeld   | 17     |
| Fonte: |                 |        |

| Pos.   | Equipe           | Pontos |
| ------ | ---------------- | ------ |
| 1      | Renault          | 63     |
| 2      | McLaren-Mercedes | 51     |
| 2      | Toyota           | 43     |
| 4      | Williams-BMW     | 35     |
| 5      | Ferrari          | 21     |
| Fonte: |                  |        |

- Nota: Somente as primeiras cinco posições estão listadas.